# Curiglia con Monteviasco
Curiglia con Monteviasco est une commune italienne de la province de Varèse dans la région Lombardie en Italie.

## Toponyme
Curiglia provient du nom latin Corel(l)ius ou Currelius
con Monteviasco provient du latin mons Viascus, composé de mons et viasco, abrégé de Vedasco. 

## Administration
| Période                                  | Période  | Identité       | Étiquette | Qualité |
| ---------------------------------------- | -------- | -------------- | --------- | ------- |
| 8/6/2009                                 | En cours | Ambrogio Rossi |           |         |
| Les données manquantes sont à compléter. |          |                |           |         |

### Hameaux
Curiglia, Monteviasco, Sarona, Alpone, Piero, Viasco, Mulini, Alpe Polusa, Alpe Fontanella, Alpe Cortetti, Alpe Cà del Sasso, Madonna della Guardia, Alpe Rattaiola, Alpe Corte, Alpe Merigetto, Ponte di Piero, Alpe rivo, Alpe Pian Cavurico, Monte Lema
Monteviasco est desservi par le téléphérique de Monteviasco.

### Communes limitrophes
| Veddasca |                          |                         |
|          | Curiglia con Monteviasco | Alto Malcantone (CH-TI) |
|          | Dumenza                  | Miglieglia (CH-TI)      |